# Нгези
Нгези (суахили Ngezi) — природоохранная территория на севере острова Пемба.
Нгези представляет заповедник, большинство территории которого занимает первобытный лес. Создан в 1959 году для охраны природы и защиты от вырубки в связи с расширяющимися сельскохозяйственными угодьями. Посещение Нгези ограничено, охота и сбор растений запрещены.
Лес Нгези включает в себя несколько биомов: тропический лес, пойменный лес и маквисоподобные заросли кустарников. В этом районе встречаются такие растения, как Odyendea zimmermanni, Uapaca guineensis, Antiaris toxicaria, Elaeis guineensis, Erythrophleum suaveolens, Pachystela brevipes, Bombax rhodognaphalon, Quassia undulata и Croton sylvaticus. В низменных лесах обычны болота, где произрастают Barringtonia racemosa and Samadera indica, а также рафия и Anthocleista. Для зарослей кустарников типичны Sorindeia madagascariensis, Diospyros consolatae, Tamarindus indica, Afzelia quanzensis, Terminalia boivinii, Cussonia zimmermannii, и Olea woodiana. Небольшая территория покрыта мангровыми лесами. Повсеместно встречаются различные виды орхидей.
Фауна заповедника включает некоторые редкие виды, такие как эндемичная пембская летучая лисица, практически вымершая, но в настоящее время её популяция выросла до 20 тыс. особей благодаря эффективной программе защиты. Также обитает эндемичный подвид верветки. С соседнего острова Унгуджа был интродуцирован колобус Кирка. В Нгези обитают и птицы-эндемики Otus pembaensis и пембская нектарница, а также подвид типичного для континентальной Африки голубого дукера, но обитающий лишь на нескольких островах Танзании.